# 4914 Pardina
4914 Pardina este un asteroid din centura principală, descoperit pe 9 aprilie 1969.